# Гости (За гранью возможного)
«Гости» (англ. The Outer Limits: The Guests) — телефильм, 26 серия 1 сезона телесериала «За гранью возможного» 1963—1965 годов. Режиссёр: Пол Стенли. В ролях — Джефри Хорн, Нелли Барт, Вон Тейлор, Луана Андерс, Глория Грэм, Бёрт Мастин.

## Сюжет
Молодой никчёмный человек по имени Уэйд Нортон находит старика, умирающего около отдаленной проселочной дороги. Когда Нортон идет за помощью, старик силится его остановить, но внезапно рассыпается в прах. Уэйд находит карманные часы старика, в которых находится большая фотография молодой женщины. В поисках помощи он входит в старый дом, находящийся около кладбища, жители этого дома на удивление отказывают ему в помощи. За исключением эмоциональной молодой женщины, изображение которой находится в часах, все они ведут себя подло и избегают смотреть в лицо действительности.
Когда Нортон пытается выйти из парадной двери, он вынужден подняться назад по лестнице, словно скованный таинственным принуждением, и обнаруживает, что дом — это логово инопланетянина, который держит в нём группу безнадежных людей в подвешенном времени, пока он не сможет постичь последнюю неизвестную ему особенность человечества.
Эта особенность — любовь, что в конечном счете и случается между Нортоном и молодой женщиной. Он пытается заставить её уехать с ним. Но она знает, что, как и её 120-летний отец, она внезапно состарилась бы вне этого дома, и она должна остаться. Поэтому Нортон решает остаться с нею. Чтобы заставить его уйти и жить своей жизнью, она выходит из ворот кладбища и испаряется. Удовлетворенный инопланетянин разрешает Нортону уехать. На дороге он оглядывается назад на дом. Тот трансформируется в форму мозга и также испаряется.